# Gal (cartoonist)
Gerard Alsteens (Oudergem, 3 augustus 1940) werkt onder het pseudoniem GAL als politiek tekenaar en kunstschilder. Hij staat berucht om zijn scherpe spotprenten die grafisch meer aan schilderijen doen denken dan aan gewone getekende cartoons. Zijn werk is vaak bekroond geweest.

## Levensloop
Gal kwam in 1940 samen met zijn tweelingbroer Edgard ter wereld in Oudergem. Toen hij twaalf en een half was won hij een tekenwedstrijd in de krant "Het Nieuws van den Dag". Als opleiding volgde Gal de afdeling schilderkunst en grafiek aan het hoger St.Lukas-instituut in Brussel, waar hij later ook zelf les gaf.
In zijn voorlaatste jaar op Sint-Lukas volgde Gal op eigen verzoek stage bij het jezuïetenweekblad "De Linie". Hij mocht er twee jaar lang de lay-out van het blad verzorgen. In 1964 moest "De Linie" haar publicatie staken onder orders van het Vaticaan. Gal ontwierp hierop een voorpagina waarbij een omgehakte boom waarop "De Linie" stond geschreven in zijn val de Vlaamse Leeuw verpletterde.
Hierna van eind jaren 60 tot begin jaren 80 verschenen Gals cartoons in De Nieuwe en De Zwijger. Als huiscartoonist voor deze bladen vestigde hij zijn reputatie.
Toen ook De Nieuwe failliet ging, stapte Gal over naar Knack. Hij verzorgt er al sinds 1983 de spotprenten. Zijn cartoons werden in de loop der jaren een aantal keer gecensureerd en hij kreeg af en toe met boze lezersbrieven te maken.
In 1996 was Gal te gast in het VRTdebatprogramma De Zevende Dag, zij het op verplaatsing in het Vlaams parlement. Hierbij toonde hij enkele van zijn spotprenten waarvan sommige tegen de partij Vlaams Blok gericht waren. Uit verontwaardiging verlieten de Vlaams Blok-fractieleden toen de zaal.
In 2004 kreeg Gal met een oogembolie te kampen. Van de ene op de andere dag verloor hij zijn zicht. Lange tijd kon hij niet meer tekenen, maar uiteindelijk wist hij via een handige methode (twee brillen voor ieder oog) toch zijn werk te hervatten.

## Andere activiteiten
Gal beperkt zijn engagement als cartoonist niet zuiver tot tekenen. Hij heeft jarenlang meebetoogd tijdens demonstraties en betogingen en zet zich ook in voor Oxfam, Amnesty International,... Hij heeft illustraties geleverd aan Humo, De Nieuwe, Panorama, De Post, De Zwijger en De Morgen.
Ook is hij een veelgevraagd illustrator van boekenhoezen, affiches en logo's. Zijn affiches tegen het apartheidssysteem in Zuid-Afrika gingen de wereld rond. Op een keer zag Gal op het tv-journaal een huis in Zuid-Afrika waarop een aanslag was gepleegd. Aan de muur van het uitgebrande huis hing zijn anti-apartheidsaffiche. Om die reden zegt Gal nog steeds dat hij "mee het apartheidsregime op de knieën heeft gekregen."
Gal was een goede vriend van Johan Anthierens.
In 2005 eindigde Gal op nr. 356 in de Vlaamse versie van De Grootste Belg, buiten de officiële nominatielijst.

## Stijl
Gals cartoons kunnen vrij uniek genoemd worden. Ze lijken meer op schilderijen dan op getekende cartoons. Ook zijn het zelden puur triviale grapjes rond de actualiteit, maar regelrechte aanklachten tegen bepaalde gebeurtenissen, situaties of politici.

## Tentoonstellingen en prijzen

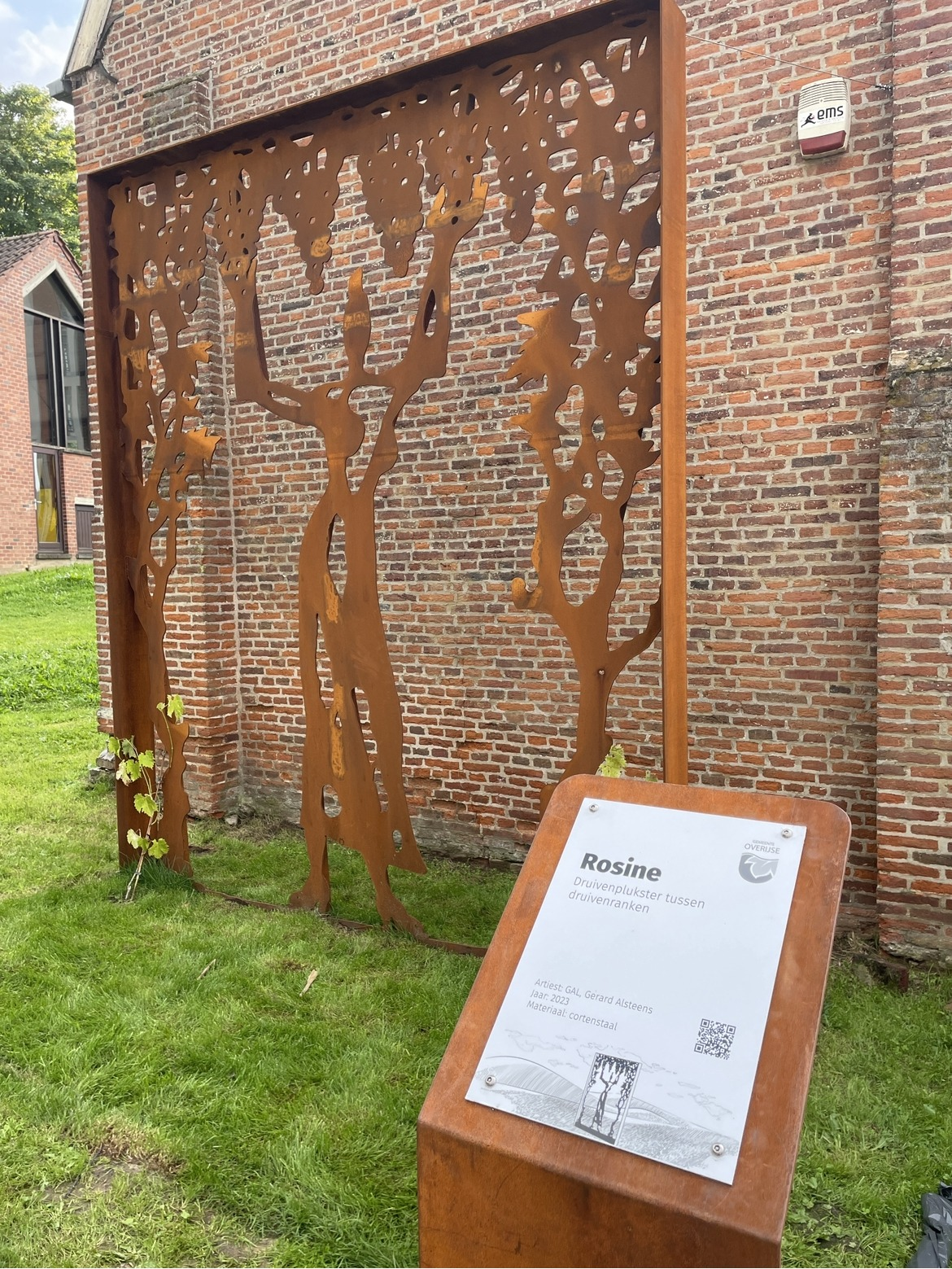
Rosine. Druivenplukster tussen druivenranken, sculptuur in cortenstaal, 2023

- In België, Nederland en onder andere het Festival d'Avignon.
- Hij werd driemaal laureaat op het Internationaal Cartoonfestival in Knokke-Heist.
- Hij werd viermaal laureaat op de Perskartoenale in Hoeilaart (stand in 1995)
- Hij werd geselecteerd door de Belgische staat voor de Biënnale van Venetië (1980)
- Won in 1980 Louis Paul Boonprijs
- Prijs van de Vlaamse Gemeenschap voor Beeldende Kunsten (1988)
- Hij was laureaat voor de beste politieke tekening in Havana, Cuba, 1991
- Arkprijs van het Vrije Woord (1994)
- De BeNe-prijs (2004)
- Eredoctoraat aan de Vrije Universiteit Brussel (2019) [4]
- "AL GAL" tentoonstelling te CC Mechelen (2021)
- "Lustrumtentoonstelling GAL" te Overijse in het voormalig sanatorium van Tombeek (2022)
- Klimaatambassadeur " Grootouders voor het Klimaat " (2022)
- Grote Prijs bephila - Edmond Struyf - (2022)
- Een muurschildering op een voormalige elektriciteitskast in de wijk Bakenbos van Hoeilaart (2022)
- Standbeeld - "Rosine, Druivenplukster Tussen de Druivenranken" in Overijse (2023) [5]
- GAL Total - Een overzichtstentoonstelling van de Gemeente Schaarbeek, Luca school of Art Brussel, Bib sofia & Cava VUB (2023)
- Brusseleir vè et leive: kunstenaar Gerard Alsteens (2023)
- 1ste prijs - Grand Prix Press Cartoon Belgium in Knokke (2025)

- Digitale Bibliotheek voor de Nederlandse Letteren: gal_001
- Gemeinsame Normdatei: 119262150
- International Standard Name Identifier: 0000 0003 7451 4189
- Library of Congress Control Number: n87831110
- MusicBrainz: bc74772e-279e-42ea-ac9a-811aa091f3af
- Nederlandse Thesaurus van Auteursnamen: 069619832
- SNAC: w6fv1bhq
- Système universitaire de documentation: 188235701
- Union List of Artist Names: 500093004
- Virtual International Authority File: 64813468
- WorldCat: E39PBJhCJwTDYRd4xFbPpCwcT3